# McLaren Senna
McLaren Senna – supersamochód klasy wyższej produkowany pod brytyjską marką McLaren w latach 2018–2020.

## Historia i opis modelu

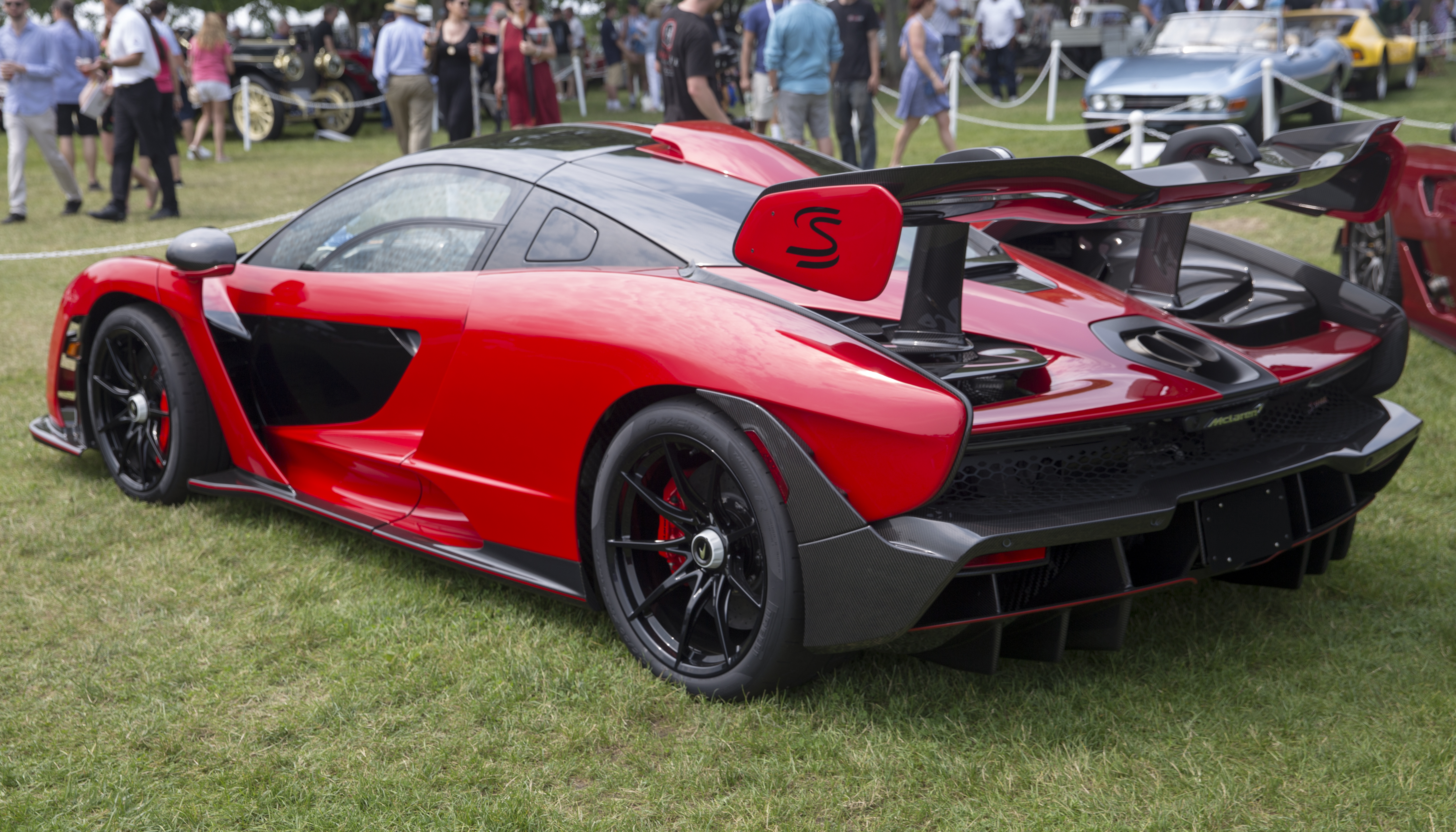
McLaren Senna – tył

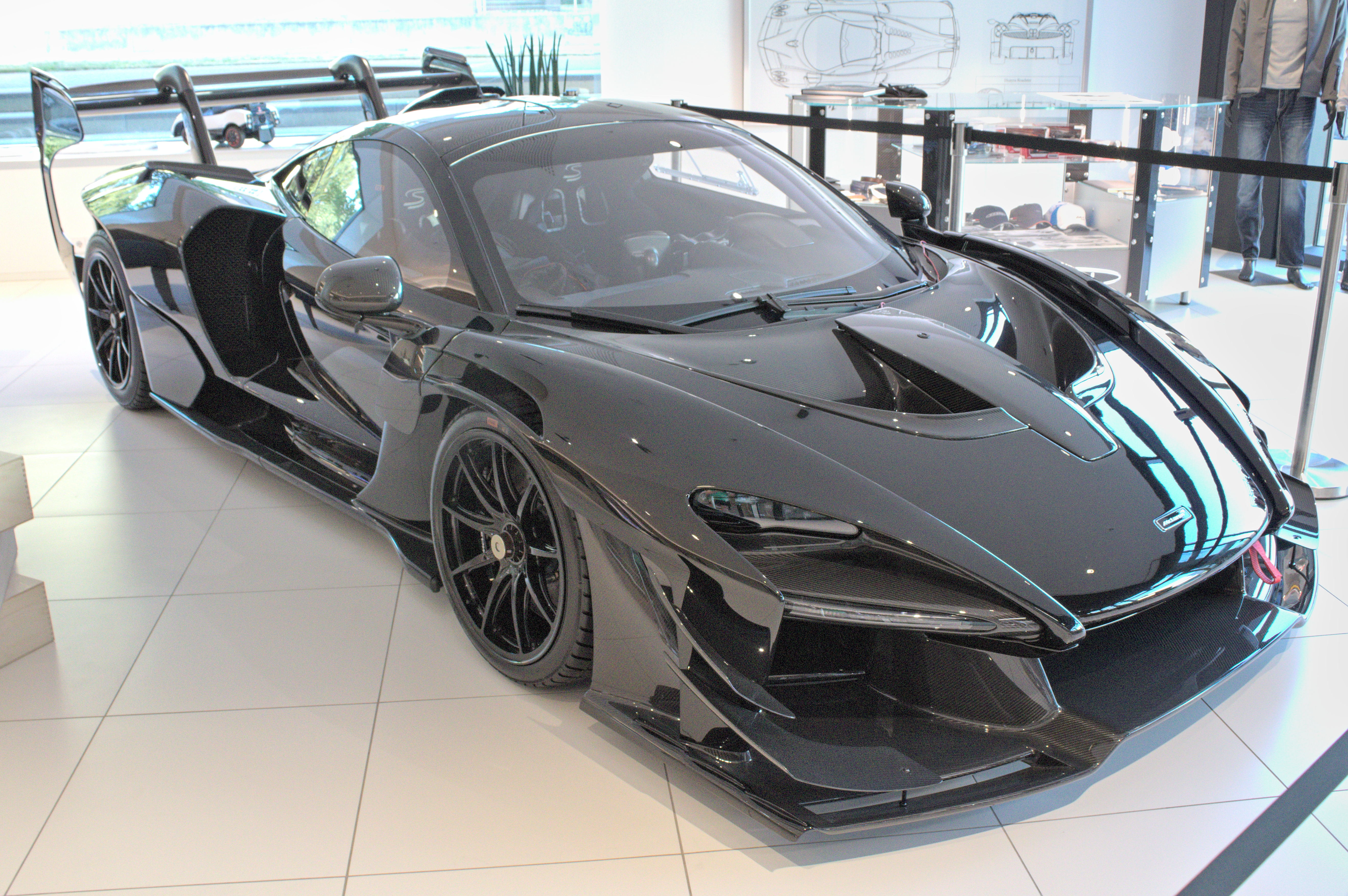
McLaren Senna GTR

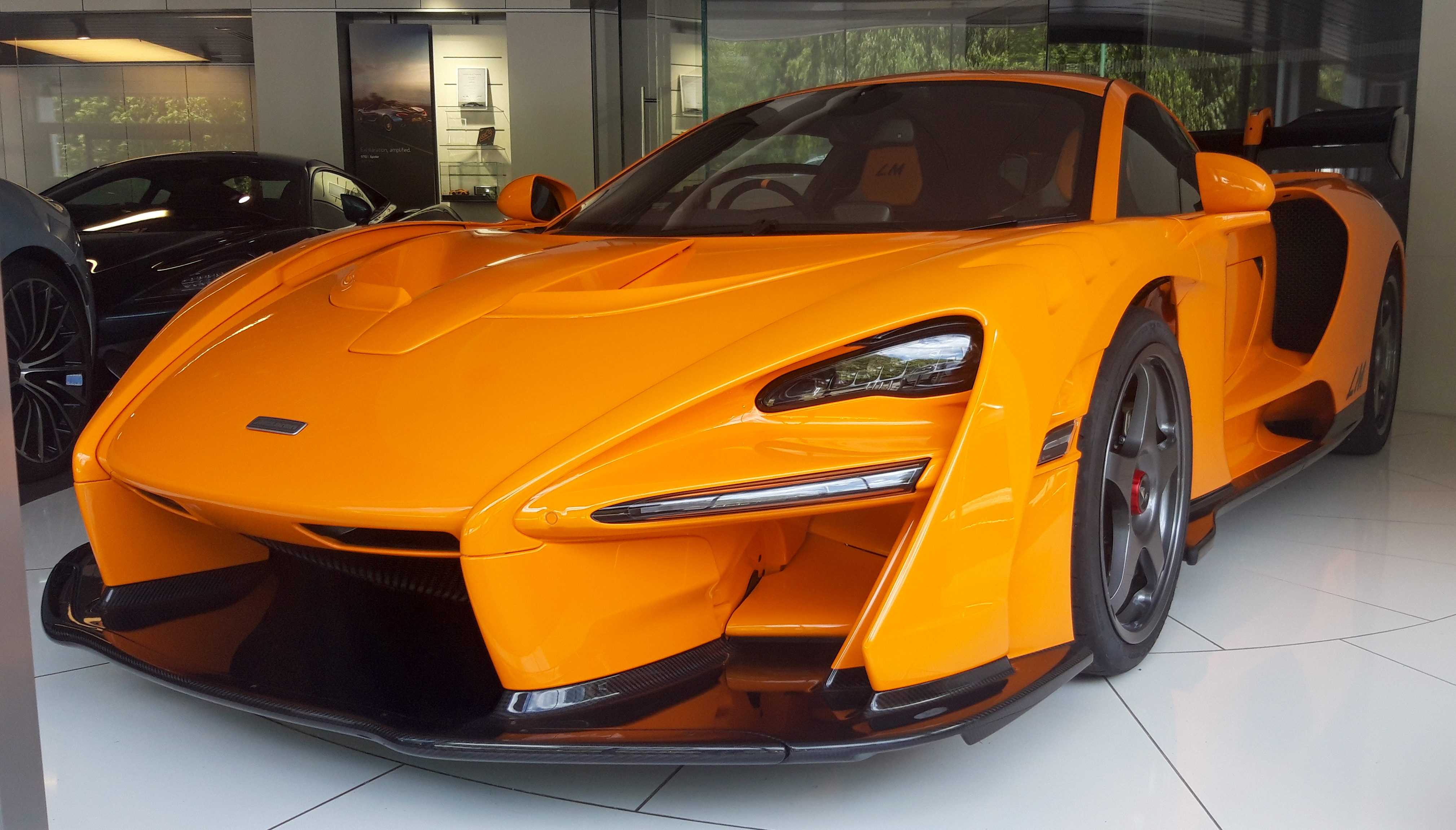
McLaren Senna LM

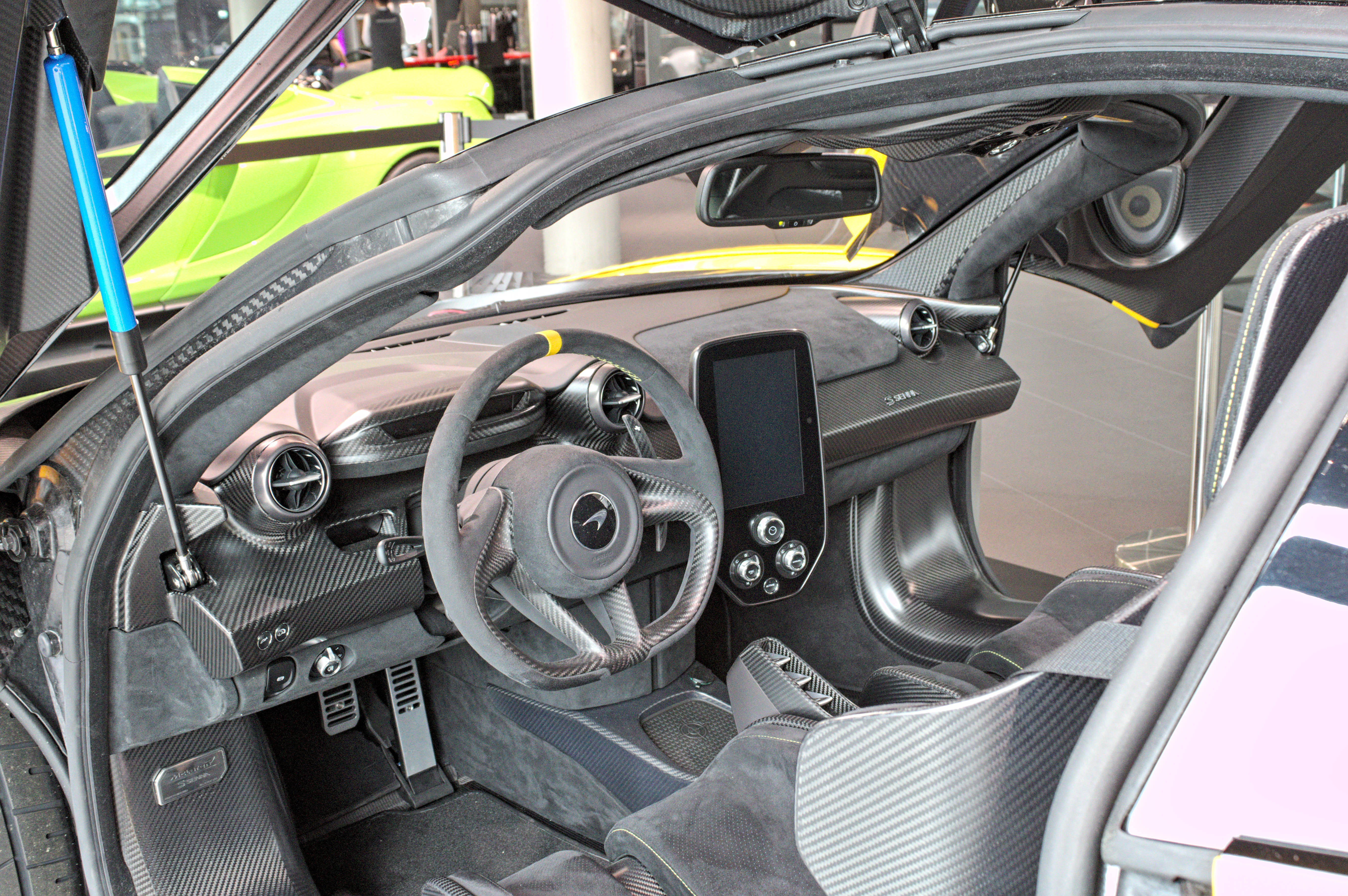
McLaren Senna - kokpit

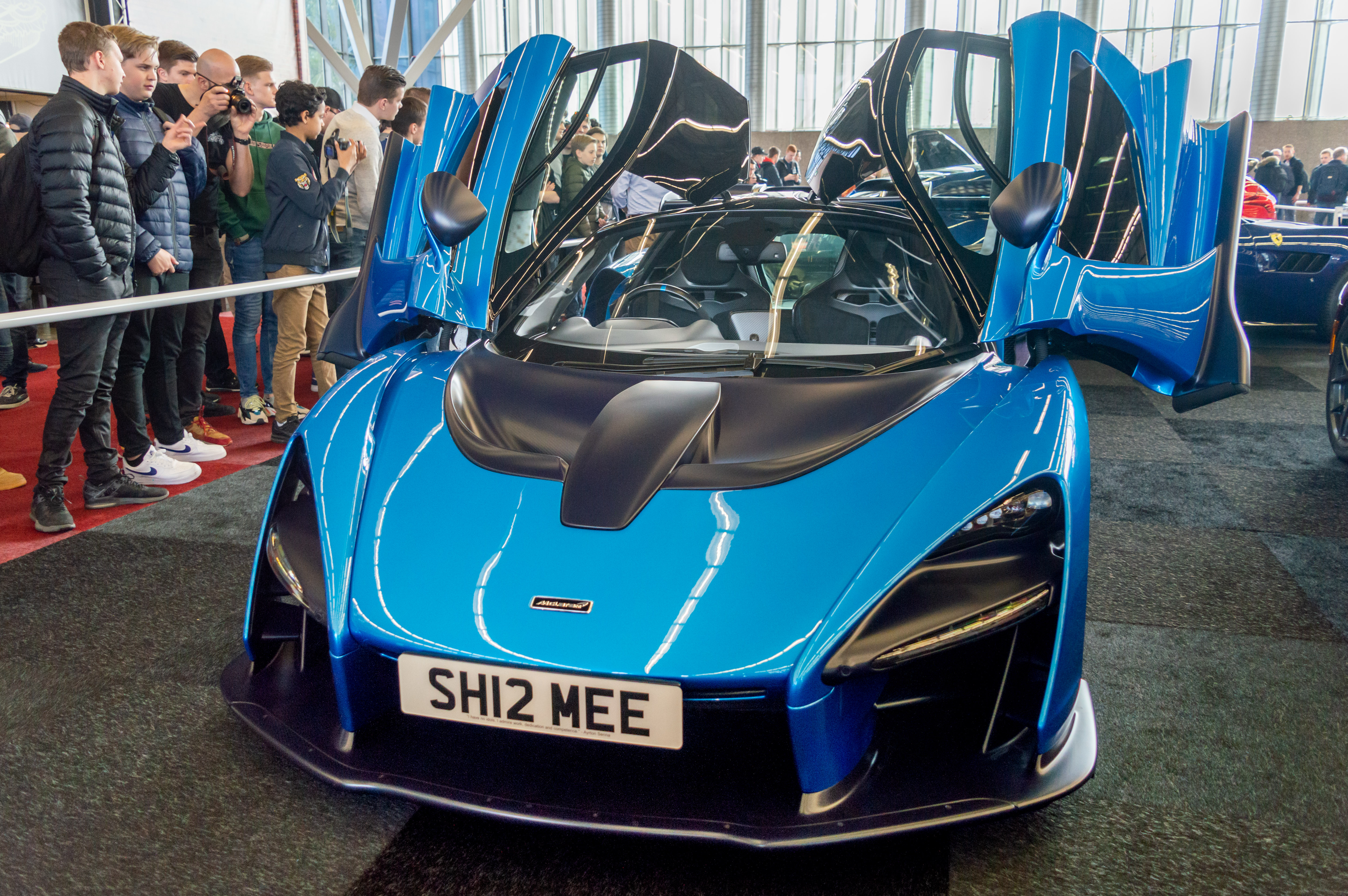
McLaren Senna - otwarte drzwi

Senna to wyczynowy supersamochód zbudowany jako alternatywa dla mniejszych modeli 570S i 720S o bardziej drogowym charakterze. Po raz pierwszy model zaprezentowano pod koniec 2017 roku. Nazwa wyścigowego modelu to hołd McLarena dla utytułowanego brazylijskiego kierowcy wyścigowego Ayrtona Senny zmarłego tragicznie podczas wyścigu na torze Imola w 1994 roku. Wyłączne prawa do nazwy udało się uzyskać brytyjskiemu przedsiębiorstwu dzięki porozumieniu z brazylijskim Instituto Ayrton Senna.
Pod kątem wizualnym McLaren Senna został utrzymany w spójnej z pozostałymi modelami w ofercie stylistyce function over fashion, wyróżniając się charakterystycznym kształtem pasa przedniego. Jednocześnie, samochód wzbogacono w rozwiązania podyktowane torową specyfiką, jak dużym tylnym spojlerem czy licznymi wlotami powietrza.
Samochód napędzany jest 4-litrowym V8 o mocy 800 KM, które rozwija 800 Nm maksymalnego momentu obrotowego. Jednostka współpracuje z siedmiobiegową, dwusprzęgłową automatyczną skrzynią biegów. Osiągi pojazdu udało się zoptymalizować pod kątem jak najwyższych wartości dzięki masie całkowitej pojazdu, która wynosi mniej niż 1,2 tony.

### Senna GTR
W marcu 2018 roku McLaren przedstawił specjalną wersję Senny przeznaczoną do poruszania się w warunkach torowych. Odmiana GTR powstała jako hołd dla zwycięstw McLarena w wyścigach LeMans w 1995 roku, powstając w ściśle limitowanej serii 5 egzemplarzy odróżniających się od siebie innym malowaniem nadwozia odnoszącym się do barw każdego z wyścigowych bolidów sprzed ćwierć wieku. Dzięki modyfikacjom w układzie napędowym i lżejszemu nadwoziu o 188 kilogramów Senna GTR rozwija o 14 KM większą moc. Cena za specjalną limitowaną serię wyniosła 1,95 miliona dolarów.

### Senna LM
We wrześniu 2020 roku McLaren zaprezentował kolejną, ściśle limitowaną wersję specjalną Senny w postaci modelu LM o charakterze cywilno-drogowym. Samochód wyróżnił się jednolitą, pomarańczową barwą nadwozia, którą nawiązało do klasycznego McLarena F1 LM z lat 90. XX wieku. Samochód wyposażono w mocniejszy, 814-konny silnik V8 oraz dedykowane dla specjalnej serii plakietki umieszczone na nadwoziu oraz w kabinie pasażerskiej, sprzedając go w cenie 1 miliona dolarów za sztukę. McLaren Senna LM powstał w ograniczonej serii 5 sztuk.

### Sprzedaż
Produkcja McLarena Senna została ściśle ograniczona do puli 500 sztuk. Wszystkie przewidziane do produkcji egzemplarze wyprzedały się w ciągu kilku tygodni po premierze samochodu, na przełomie 2017 i 2018 roku. Cena samochodu w momencie zakupu wynosiła 750 tysięcy funtów, z kolei ostatni zbudowany egzemplarz został wystawiony na aukcję i sprzedany za znacznie większą kwotę ok. 2 milionów funtów. Dostawy pierwszych wyprodukowanych egzemplarzy rozpoczęły się w trzecim kwartale 2018 roku. We wrześniu 2019 roku autoryzowany dealer McLarena w Warszawie za kwotę 6 milionów złotych sprzedał pierwszy egzemplarz Senny w Polsce.

### Silnik
- V8 4.0l Twin-turbo 800 KM